# Colt Walker
Colt Barrett Walker (Austin, 25 giugno 2001) è un ginnasta statunitense.

## Biografia
Ai mondiali di Anversa 2023 ha ottenuto l'argento nel cavallo con maniglie, terminando alle spalle dell'irlandese Rhys McClenaghan e nel volteggio, dietro al britannico Jake Jarman. Nel concorso a squadre ha vinto il bronzo come riserva, con Khoi Young, Asher Hong, Paul Juda, Yul Moldauer e Fred Richard.
Ai Giochi panamericani di Santiago del Cile ha ottenuto l'oro nel concorso a squadre e l'argento nelle parallele asimmetriche.

## Palmarès
- Mondiali

Anversa 2023: argento nel cavallo con maniglie; argento nel volteggio; bronzo nel concorso a squadre;
- Giochi panamericani

Santiago del Cile: oro nel concorso a squadre; argento nelle parallele asimmetriche;
- Campionati panamericani

Rio de Janeiro 2022: oro nel concorso a squadre; argento nelle parallele asimmetriche;